# Áo dài

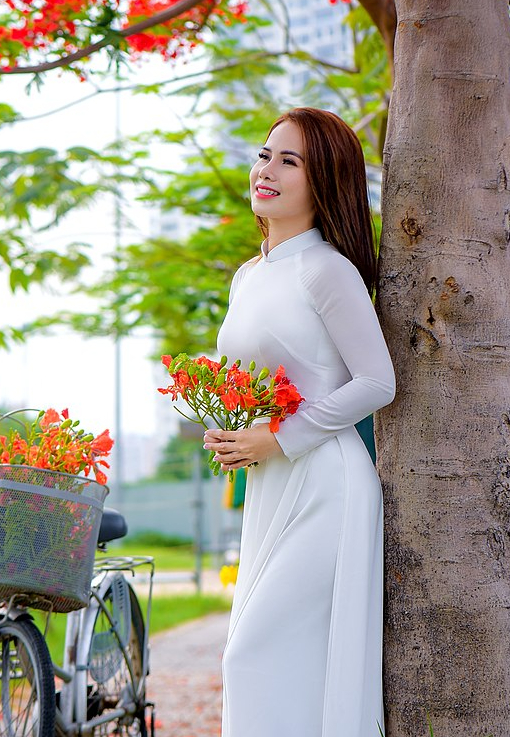
O femeie care poartă Áo dài.

Áo dài este un costum tradițional purtat de femeile din Vietnam. Áo dài provine din Vietnamul de Sud, din timpul dinastiei Nguyen. Femeile vietnameze poartă ao dai în mai multe ocazii, elevele fiind obligate să poarte Áo dài. De asemenea, stewardesele de pe liniile companiilor aeriene vietnameze, poartă Áo dài când sunt la datorie.